# Eixea
Eixea (en aragonès: Exeya d'os Caballers; en castellà i oficialment: Ejea de los Caballeros) és un municipi de l'Aragó a la província de Saragossa i enquadrat a la comarca de les Cinco Villas.

## Història
En aquesta vila s'hi van celebrar Corts del Regne d'Aragó el 1265, en les quals a l'hora d'escollir un jutge mitjancer entre el rei i la noblesa es preferí el Justícia d'Aragó al Majordom del Regne d'Aragó.